# پیوالویل کلرید
پیوالویل کلرید (به انگلیسی: Pivaloyl chloride) یا ۲٬۲-دی‌متیل‌پروپانول کلرید نوعی آسیل کلرید شاخه دار است. این ماده نخستین بار توسط الکساندر بوتلروف در سال ۱۸۷۴ از واکنش پیوالیک اسید با فسفر پنتاکلرید ساخته شد.
پیوالویل کلرید به عنوان مولکول آغازگر در تولید برخی داروها، حشره کش‌ها و علف کش‌ها استفاده می‌شود.